# 1955 у футболі
Нижче наведені футбольні події 1955 року у всьому світі.

## Події
- Відбувся перший розіграш Кубка європейських чемпіонів.

## Засновані клуби
- Ворскла
- Копер (Словенія)

## Національні чемпіони
- Англія: Челсі
- Аргентина: Рівер Плейт
- Італія: Мілан
- Іспанія: Реал Мадрид
- ФРН: Рот-Вайс (Ессен)
- Шотландія: Абердин